# Baphiopsis
Baphiopsis é um género botânico pertencente à família Fabaceae.
A autoridade científica do género é Benth. ex Baker, tendo sido publicado em Fl. Trop. Afr. [Oliver et al.] 2: 256. 1871.
O género tem duas espécies descrita e apenas uma aceite, Baphiopsis parviflora Baker.
Trata-se de um género reconhecido pelo sistema de classificação filogenética Angiosperm Phylogeny Website.